# Paolo di Grecia (principe ereditario)
Paolo di Grecia (in greco moderno Παύλος Της Ελλάδας; Acharnes, 20 maggio 1967) è stato principe ereditario di Grecia dal 1967 al 1973, in quanto figlio di Costantino II.
È il capo della casa reale greca dal 10 gennaio 2023, data della morte di suo padre.

## Biografia

### Infanzia

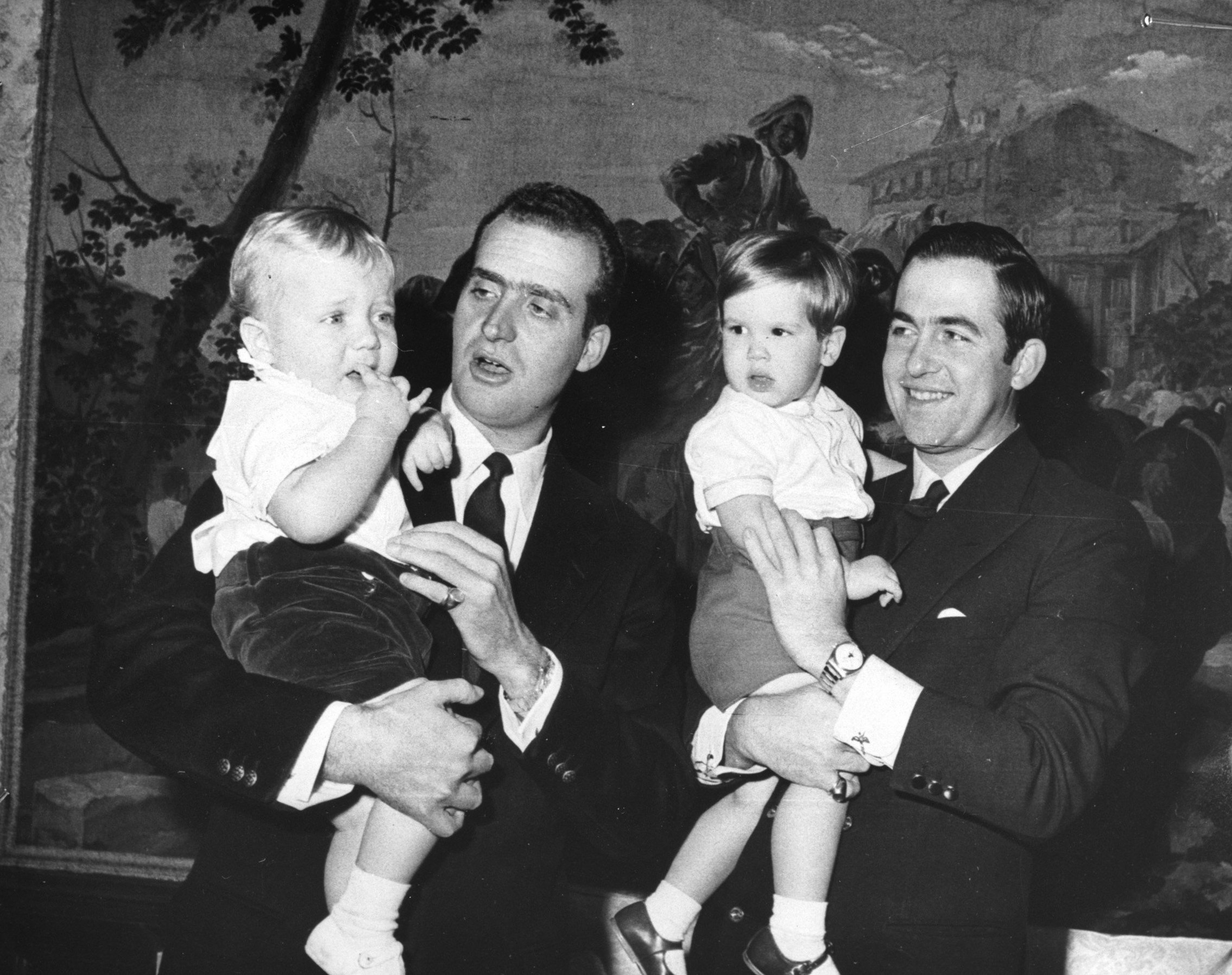
Filippo di Borbone-Spagna e Paolo in tenera età con i rispettivi padri, 1968

Il principe Paolo è nato nel 1967 nel palazzo di Tatoi ad Acharnes, secondogenito di Costantino II e della regina Anna Maria, sorella di Margherita II di Danimarca.
Venne battezzato il 29 giugno nella Cattedrale metropolitana dell'Annunciazione ad Atene, avendo come padrini e madrina Carlo del Regno Unito, i membri delle forze armate greche e la nonna paterna Federica. In quanto primo figlio maschio, come vuole la tradizione greca, gli venne dato il nome del nonno paterno, re Paolo.
Nacque in un periodo politicamente turbolento, al punto che quando aveva sette mesi di età la famiglia dovette trasferirsi in esilio a Roma, a causa della dittatura dei colonnelli. Nel 1973 soggiornarono a Copenaghen dalla regina Ingrid, finché nel 1974 presero residenza a Londra. Nel 1981 tornò per la prima volta in Grecia dall'esilio, in occasione del funerale della nonna paterna.

### Istruzione

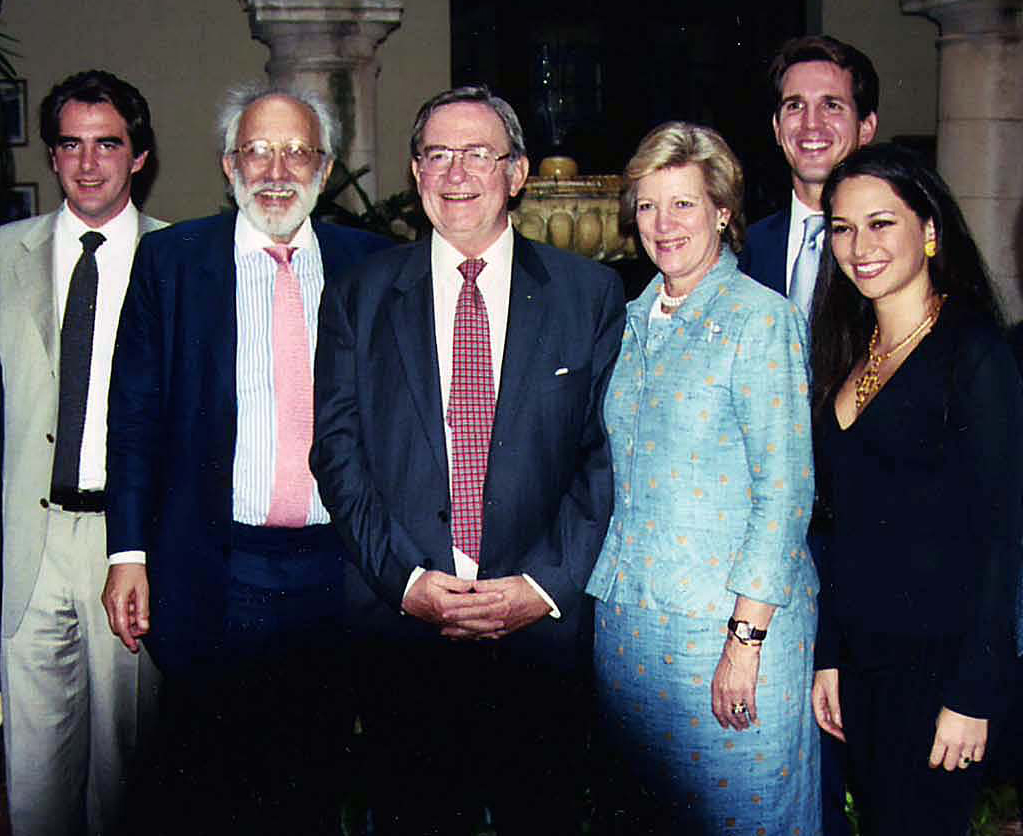
Paolo a destra in seconda fila, 2007

Studiò all'Hellenic College di Londra e si diplomò nel 1986 al campus del Nuovo Messico dello United World College.
Dopo aver frequentato la Royal Military Academy Sandhurst, dal 1987 prestò servizio nel reggimento dei Royal Scots Dragoon Guards nel ruolo di secondo tenente. Nell'aprile 1989 venne promosso al grado di tenente, per poi abbandonare l'incarico nell'aprile 1990.
In seguito entrò alla School of Foreign Service dell'Università di Georgetown, ottenendo nel 1993 un Bachelor's Degree in Relazioni Internazionali, Legge e Organizzazione. Nel 1995 conseguì un master in Relazioni Estere ed Economia. Durante gli studi universitari ebbe come compagno di stanza il cugino, Filippo di Borbone-Spagna.

### Matrimonio e carriera

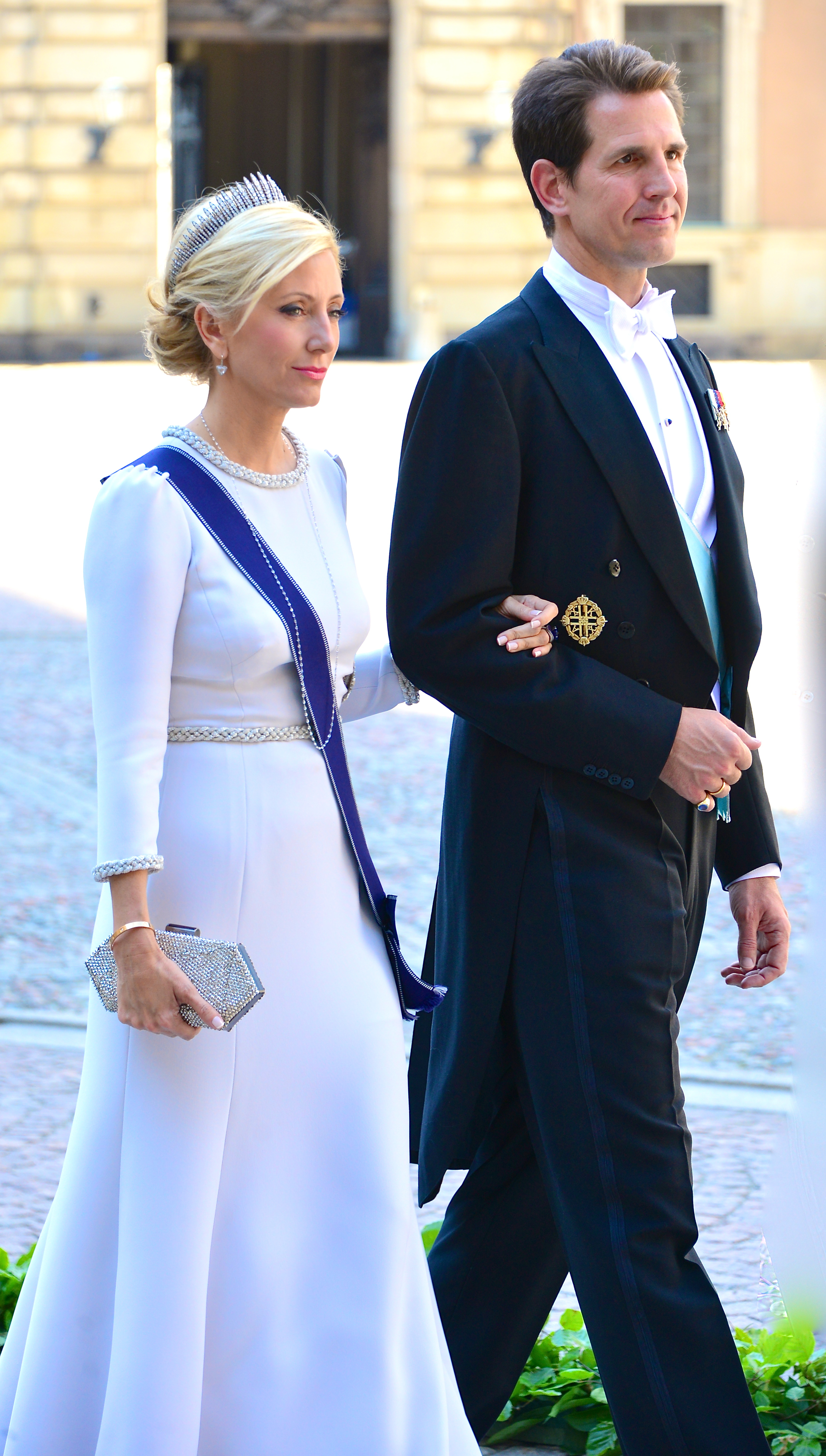
Marie-Chantal e Paolo nel 2013

Il 1⁰ luglio 1995 sposò nella Cattedrale di Santa Sofia a Londra Marie-Chantal Miller (1968), figlia del miliardario statunitense Robert Warren. Si conobbero tre anni prima durante una festa a New Orleans.
Dopo le nozze prese residenza a New York, lavorando per la Charles R. Webber Company. Nel 1997 fondò il Griphon Asset Management e nel 1998 fu co-fondatore dell'Ivory Capital Group LLC. Ha co-fondato anche l'Ortelius Capital Partners LLC, nel 2002, e la società azionaria Brigantine, nel 2003.
Nel 2002 aprì anche un proprio ufficio a Londra, per vivere vicino ai famigliari e permettere ai figli di ricevere un'istruzione europea.

## Discendenza
Paolo di Grecia e Marie-Chantal Miller hanno avuto cinque figli:
- Maria Olimpia (n. New York, 25 luglio 1996);
- Costantino Alessio (n. New York, 29 ottobre 1998);
- Achille Andrea (n. New York, 12 agosto 2000);
- Odisseo Kimon (n. Londra, 17 settembre 2004);
- Aristide Stavros (n. Los Angeles, 29 giugno 2008).[12][13]

## Titoli e trattamento
- 1967 – 1973: Sua Altezza Reale, il Principe della Corona di Grecia, Principe di Danimarca, Duca di Sparta
- 1973 – 10 gennaio 2023: Sua Altezza Reale, il Principe della Corona di Grecia, Principe di Danimarca (titolo in pretesa, utilizzato fuori dalla Grecia)
- 10 gennaio 2023 – attuale: Sua Altezza Reale, il principe Paolo di Grecia, Pretendente al trono di Grecia, Capo della casa di Grecia, Principe di Danimarca (titolo in pretesa, utilizzato fuori dalla Grecia)

Il nome "borghese" che utilizza dal 1973 è quello di Pavlos zu Schleswig-Holstein-Sonderburg-Glücksburg.

## Ascendenza
|                          |                          |                                  | Genitori                                              |  |  | Nonni |  |  | Bisnonni               |  |  | Trisnonni           |  |
|                          |                          |                                  |                                                       |  |  |       |  |  | Costantino I di Grecia |  |  | Giorgio I di Grecia |  |
|                          |                          |                                  |                                                       |  |  |       |  |  | Costantino I di Grecia |  |  | Giorgio I di Grecia |  |
|                          |                          | Ol'ga Konstantinovna Romanova    |                                                       |  |  |       |  |  | Costantino I di Grecia |  |  |                     |  |
| Paolo di Grecia          |                          |                                  |                                                       |  |  |       |  |  | Costantino I di Grecia |  |  |                     |  |
|                          |                          | Sofia di Prussia                 | Federico III di Germania                              |  |  |       |  |  |                        |  |  |                     |  |
|                          |                          | Sofia di Prussia                 | Federico III di Germania                              |  |  |       |  |  |                        |  |  |                     |  |
|                          |                          | Sofia di Prussia                 | Vittoria di Sassonia-Coburgo-Gotha                    |  |  |       |  |  |                        |  |  |                     |  |
| Costantino II di Grecia  |                          | Sofia di Prussia                 |                                                       |  |  |       |  |  |                        |  |  |                     |  |
|                          |                          | Ernesto Augusto III di Brunswick | Ernesto Augusto, duca di Cumberland                   |  |  |       |  |  |                        |  |  |                     |  |
|                          |                          | Ernesto Augusto III di Brunswick | Ernesto Augusto, duca di Cumberland                   |  |  |       |  |  |                        |  |  |                     |  |
|                          |                          | Ernesto Augusto III di Brunswick | Thyra di Danimarca                                    |  |  |       |  |  |                        |  |  |                     |  |
| Federica di Hannover     |                          | Ernesto Augusto III di Brunswick |                                                       |  |  |       |  |  |                        |  |  |                     |  |
|                          |                          | Vittoria Luisa di Prussia        | Guglielmo II di Germania                              |  |  |       |  |  |                        |  |  |                     |  |
|                          |                          | Vittoria Luisa di Prussia        | Guglielmo II di Germania                              |  |  |       |  |  |                        |  |  |                     |  |
|                          |                          | Vittoria Luisa di Prussia        | Augusta di Schleswig-Holstein-Sonderburg-Augustenburg |  |  |       |  |  |                        |  |  |                     |  |
| Paolo di Grecia          |                          | Vittoria Luisa di Prussia        |                                                       |  |  |       |  |  |                        |  |  |                     |  |
|                          | Cristiano X di Danimarca | Federico VIII di Danimarca       |                                                       |  |  |       |  |  |                        |  |  |                     |  |
|                          | Cristiano X di Danimarca | Federico VIII di Danimarca       |                                                       |  |  |       |  |  |                        |  |  |                     |  |
|                          | Cristiano X di Danimarca | Luisa di Svezia                  |                                                       |  |  |       |  |  |                        |  |  |                     |  |
| Federico IX di Danimarca | Cristiano X di Danimarca |                                  |                                                       |  |  |       |  |  |                        |  |  |                     |  |
|                          |                          | Alessandrina di Meclemburgo      | Federico III di Meclemburgo                           |  |  |       |  |  |                        |  |  |                     |  |
|                          |                          | Alessandrina di Meclemburgo      | Federico III di Meclemburgo                           |  |  |       |  |  |                        |  |  |                     |  |
|                          |                          | Alessandrina di Meclemburgo      | Anastasija Michajlovna Romanova                       |  |  |       |  |  |                        |  |  |                     |  |
| Anna Maria di Danimarca  |                          | Alessandrina di Meclemburgo      |                                                       |  |  |       |  |  |                        |  |  |                     |  |
|                          |                          | Gustavo VI Adolfo di Svezia      | Gustavo V di Svezia                                   |  |  |       |  |  |                        |  |  |                     |  |
|                          |                          | Gustavo VI Adolfo di Svezia      | Gustavo V di Svezia                                   |  |  |       |  |  |                        |  |  |                     |  |
|                          |                          | Gustavo VI Adolfo di Svezia      | Vittoria di Baden                                     |  |  |       |  |  |                        |  |  |                     |  |
| Ingrid di Svezia         |                          | Gustavo VI Adolfo di Svezia      |                                                       |  |  |       |  |  |                        |  |  |                     |  |
|                          |                          | Margherita di Connaught          | Arturo di Connaught                                   |  |  |       |  |  |                        |  |  |                     |  |
|                          |                          | Margherita di Connaught          | Arturo di Connaught                                   |  |  |       |  |  |                        |  |  |                     |  |
|                          |                          | Margherita di Connaught          | Luisa Margherita di Prussia                           |  |  |       |  |  |                        |  |  |                     |  |
|                          |                          | Margherita di Connaught          |                                                       |  |  |       |  |  |                        |  |  |                     |  |

### Ascendenza patrilineare
1. Elimar I, conte di Oldenburg, *1040 †1112
2. Elimar II, conte di Oldenburg, *1070 †1142
3. Cristiano I, conte di Oldenburg, *1123 †1167
4. Maurizio I, conte di Oldenburg, *1150 †1209
5. Cristiano II, conte di Oldenburg, *1175 †1233
6. Giovanni I, conte di Oldenburg, *1204 †1270
7. Cristiano III, conte di Oldenburg,*1231 †1285
8. Giovanni II, conte di Oldenburg, *1270 †1316
9. Corrado I, conte di Oldenburg, *1302 †1347
10. Cristiano V, conte di Oldenburg, *1342 †1399
11. Dietrich, conte di Oldenburg, *1390 †1440
12. Cristiano I, re di Danimarca, Norvegia e Svezia, *1426 †1481
13. Federico I, re di Danimarca e Norvegia, *1471 †1533
14. Cristiano III, re di Danimarca e Norvegia, *1503 †1559
15. Giovanni, duca di Schleswig-Holstein-Sonderburg, *1545 †1622
16. Alessandro, duca di Schleswig-Holstein-Sonderburg, *1573 †1627
17. Augusto Filippo, duca di Schleswig-Holstein-Sonderburg-Beck, *1612 †1675
18. Federico Luigi, duca di Schleswig-Holstein-Sonderburg-Beck, *1653 †1728
19. Pietro Augusto, duca di Schleswig-Holstein-Sonderburg-Beck, *1697 †1775
20. Carlo Antonio Augusto, duca di Schleswig-Holstein-Sonderburg-Beck, *1727 †1759
21. Federico Carlo Ludovico, duca di Schleswig-Holstein-Sonderburg-Beck, *1757 †1816
22. Federico Guglielmo, duca di Schleswig-Holstein-Sonderburg-Glücksburg, *1785 †1831
23. Cristiano IX, re di Danimarca, *1818 †1906
24. Giorgio I, re degli Elleni, *1845 †1913
25. Costantino I, re degli Elleni, *1868 †1923
26. Paolo I, re degli Elleni, *1901 †1964
27. Costantino II, re degli Elleni, *1940 †2023
28. Paolo II, pretendente al trono degli Elleni, *1967

### Parentele
Paolo è un discendente diretto di tre monarchi sovrani regnanti alla nascita, oltre che essere cugino di attuali sovrani regnanti. È il figlio maggiore del Re di Grecia, nipote del Re di Danimarca e pronipote del Re di Svezia, tutti vivi e sul trono quando è nato. Sua zia paterna, Sofia, era Regina consorte di Spagna. Suo cugino paterno di primo grado, Felipe VI, è l'attuale Re di Spagna. Sua zia materna, Margherita II, è stata la Regina di Danimarca, e suo figlio, l'attuale Re di Danimarca, Federico X, è cugino di primo grado in linea materna di Paolo.
Tutti i genitori, nonni e bisnonni di Paolo erano monarchi regnanti. Per discendenza maschile, fa parte del ramo Schleswig-Holstein-Sonderburg-Glücksburg della Casa di Oldenburg.
Paolo è discendente più volte della Regina Vittoria e del Re Cristiano IX, che sono stati soprannominati rispettivamente la "nonna d'Europa" e il "suocero d'Europa" a causa di matrimoni reali. Di conseguenza, discende da Cristiano IX di Danimarca attraverso tre dei suoi figli; per linea maschile attraverso il suo secondo figlio Giorgio I di Grecia, per linea femminile attraverso il suo figlio maggiore Federico VIII di Danimarca e attraverso la figlia più giovane del Re Cristiano, la Principessa Thyra, Duchessa di Cumberland. Discende anche tre volte da Vittoria del Regno Unito; una volta attraverso il suo terzo figlio, il Principe Arturo, Duca di Connaught e Strathearn, e due volte attraverso sua figlia maggiore Vittoria, Principessa Reale.

## Onorificenze

### Onorificenze greche
Come capo della Casa Reale di Grecia